# Mercedes Margalot
María Mercedes Margalot, argentinska hokejistka na travi, * 28. junij 1975, Buenos Aires.
Igra na obrambni poziciji. Igra za argentinsko izbrano vrsto, v preteklosti pa tudi za ekipi Oranje Zwart in Push.

## Uspehi
Osvojila je srebrno odličje na OI 2000 in bronasto odličje na OI 2004. 